# Pristonotus colombiae
Pristonotus colombiae är en insektsart som först beskrevs av Bruner, L. 1915.  Pristonotus colombiae ingår i släktet Pristonotus och familjen vårtbitare. Inga underarter finns listade i Catalogue of Life.